# Aeva Maurelle
Aeva Maurelle (nacida el 2 de marzo de 1986) es una vocalista alemana de heavy metal, conocida como la excantante femenina de la banda de metal alternativo Aeverium, y la vocalista invitada en directo de las bandas de metal sinfónico Xandria y Kamelot. Su registro vocal es soprano.

## Carrera musical
Aeva se unió a Aeverium en los inicios de la banda, en 2013. Previo a eso, había sido contactada por otra banda, pero no funcionó y entonces Aeverium «se cruzó en su camino». Entonces, graban un EP llamado The Harvest, con la ayuda de Sander Gommans y Amanda Somerville. El álbum debut, Break Out, fue publicado en 2015, y Time lo siguió a principios de 2017. Con Aeverium, Aeva hizo giras con Kamelot en 2016, y ellos la invitaron a cantar en el escenario.
El 12 de septiembre de 2017, Xandria anunció que Aeva sería invitada a cantar con ellos en noviembre y diciembre, como un reemplazo temporal de Dianne van Giersbergen. Sin embargo, al día siguiente, Dianne anunció su salida definitiva de la banda. Dos de sus predecesoras, Lisa Middelhauve y Manuela Kraller, dieron declaraciones sobre el asunto, tal y como hizo Aeverium. Sin embargo, Xandria continuó la gira con Aeva. Ella es entonces invitada a cantar con Secret Rule, una banda italiana de symphonic metal, junto a su colega y estrella invitada de la banda Ailyn (ex Sirenia). Mientras tanto, Aeverium anunció a Micky Huijsmans (ex End of the Dream) como su reemplazo temporal. Aeva abandonó definitivamente la banda el 11 de septiembre de 2018.
En 2020, Aeva unió fuerzas con Maxi Nil en un proyecto llamado She & Her Darkness, con el que publicarán un álbum de metal orquestal. En paralelo, colaborará con Vivaldi Metal Project para su segundo álbum de estudio.
Maurelle actualmente también lleva una carrera como solista; publicó su primer sencillo, Dreamer, el 12 de noviembre de 2020.

## Trivia
- Ella ha mencionado a Lacuna Coil como su principal influencia.[2] Otras bandas que la inspiraron fueron Evanescence, Nightwish y Within Temptation.
- Ella ya conocía a Xandria desde antes de ser su vocalista de sesión, ya que fueron sus teloneros en los inicios de Aeverium.
- Sus canciones favoritas de Aeverium y Xandria son «To Live Forever» y «Forsaken Love», respectivamente.
- Si bien para su carrera metalera utiliza un estilo contemporáneo, Aeva tiene entrenamiento clásico.

## Discografía

### Aeverium
Álbumes de estudio
- Break Out (2015)
- Time (2017)

EP
- The Harvest (2013)

### She & Her Darkness
Álbumes de estudio
- TBA

Sencillos
- The Colors Of My Heart (2020)

### Carrera como solista
Singles
- Dreamer (2020)

### Como invitada
Con Vivaldi Metal Project
- TBA: voz principal y voz secundaria.

Con Nachtblut
- Apotasie: voz en Einsam.[1]